# السیلیه
السیلیه (به لاتین: Al Sailiya) یک منطقهٔ مسکونی در قطر است که در شهرداری الریان واقع شده‌است. السیلیه ۲۸٫۲ کیلومتر مربع مساحت دارد ۳۵ متر بالاتر از سطح دریا واقع شده‌است.